# Daniel Sénélar
Daniel Sénélar ( 24 de junho de 1925 – Paris, 2001) foi um desenhista e pintor francês.

## Biografia
Apresentado por Nicolas Untersteller (1900-1967) na École Nationale Supérieure des Beaux-Arts em Paris, 30 de outubro de 1947, inclui oficinas e Untersteller Nicolas Maurice Brianchon em 1949. Ele participou como aluno no trabalho de restauração o palácio de Versailles e São João da igreja Neuilly-sur-Seine. Em 1951 recebe o grande Prix de Rome. De 1952 a 1955, residiu na Villa Medici em Roma, sob a direção de Jacques Ibert (1890- 1962) e tornou-se professor na Escola de Belas Artes em Lille 1966-1990.

## Coleções públicas
Várias obras em edifícios públicos, como parte da artística:
- Neuilly-sur-Seine, Biblioteca Municipal: Fresco

Paris, École Nationale Superieure des Beaux-Arts;
- Figura pintado, 1950, óleo sobre tela, pintado figura do concurso;
- Dirigir em cavalos de corrida de inverno, 1950, óleo sobre tela, para o preço Alberic Rocheron;
- O homem cavalo companheiro, 1951, óleo sobre tela, Rome Prize 1951;
- Jogadores de cartão em uma sala ou um café, 1952, óleo sobre tela, para o preço Fortin Ivry e assistência de esboço pintado.

## Exposições
1977; Museu Picasso, em Antibes, nos últimos cinquenta Premiers Grands Prix de Roma, exposição de grupo.

## Prêmios
1950: Prêmio Alberic Rocheron; o primeiro prêmio e primeira medalha na Ecole Nationale Superieure des Beaux-Arts
1951: vencedor do Prêmio de Roma para o cavalo companheiro humano
1952: Prêmio Fortin de Ivry

## Estudantes
- Anne Lambert, Escola de Belas Artes de Lille 1963-1968;
- Sonia Tamer, estudante brasileiro;
- Nathalie Troxler;
- Richard Viktor Sainsily Cayol;
- Maria Dubin;
- Hugues Absil;
- Marc Anderson (aka André Ronsmac), estudante americano.